# 須貝富蔵
須貝 富蔵（すがい とみぞう、1880年〈明治13年〉4月30日 - 1948年〈昭和23年〉4月8日）は札幌を拠点とする博徒集団、一丁一家の二代目。須貝興行の創業者でもあり、北海道興行界の大立者とされる。スガイ・エンタテインメント社長・会長の須貝富安は次男。

## 経歴
1880年（明治13年）4月30日、新潟県に生まれる。1899年（明治32年）に北海道に渡り博徒となり、函館の丸茂一家と勢力を二分すると言われた札幌の一丁一家に組した。樺太で漁業に携わったとされる。高橋直吉の一の子分として知られ、石狩川沿岸の顔役として知られた大木新兵衛や木暮一家初代の木暮初太郎とは兄弟分。
1909年から1910年頃に一丁一家の二代目を襲名。1910年（明治43年）に先代の親分である高橋直吉より札幌の小林館（後の札幌劇場）を譲り受ける。1916年（大正5年）に実演劇場として札幌館という名で営業を始め、1918年（大正7年）には札幌座に改称した。札幌座は畳敷きの芝居小屋であり、地方巡業の歌舞伎や新派劇などの公演が行われた。1926年（大正15年）にはこれを増改築して札幌劇場と改称している。
1926年（大正15年）には小樽市に小樽中央座を開館させ、さらに函館市に巴座を開館させた。その後、室蘭市に室蘭大黒座や輪西大黒座を開館させた。1930年（昭和5年）から戦後の1947年（昭和22年）まで、須貝が勧進元となって大日本相撲協会（現・日本相撲協会）札幌場所を主催した。
太平洋戦争中には北海道興行環境衛生同業組合が設立され、須貝は推されて初代理事長に就任した。戦後の1946年（昭和21年）、札幌劇場を映画常設館とした。1948年（昭和23年）4月8日に死去した。次男の富安が須貝興行の経営を継いでいる。